# Ligne Palerme-Agrigente-Porto Empedocle
La ligne de chemin de fer Palerme-Agrigente-Porto Empedocle est la ligne ferroviaire transversale nord-sud de la Sicile qui relie les deux rives tyrrhénienne et méditerranéenne de l'île.

## Historique

### Chronologie
| Tronçon                                                      | Inauguration       |
| ------------------------------------------------------------ | ------------------ |
| Palerme - Bagheria                                           | 28 avril 1863      |
| Bagheria - Trabia                                            | 25 juillet 1864    |
| Trabia - Termini Imerese                                     | 20 février 1866    |
| Termini Imerese - Cerda                                      | 1er avril 1869     |
| Cerda– Sciara                                                | 6 juin 1869        |
| Sciara - Montemaggiore Belsito                               | 15 septembre 1869  |
| Montemaggiore Belsito - Fiaccati                             | 16 février 1870    |
| Fiaccati - Roccapalumba                                      | 3 juillet 1870     |
| Roccapalumba - Lercara Bassa                                 | 1er septembre 1870 |
| Lercara Bassa – Cammarata                                    | 15 septembre 1874  |
| Comitini - Porto Empédocle                                   | 1er novembre 1874  |
| Cammarata – Spina                                            | 30 septembre 1875  |
| Comitini - Passofonduto                                      | 30 septembre 1875  |
| Spina – Passofonduto                                         | 16 décembre 1876   |
| Roccapalumba - Castronovo di Sicilia (variante d'itinéraire) | 10 décembre 2017   |

### Histoire
La construction de la voie ferrée entre Palerme et Girgenti (Agrigente), dont la construction avait été fortement souhaitée par divers entrepreneurs depuis la première moitié du XIXe siècle débuta plus d'une décennie plus tard lorsque la concession fut attribuée à la société livournaise Adami et Lemmi, prévu dans le Decreto Dittatoriale de Garibaldi. Cependant, cela fut révoqué pour des manœuvres politiques lors de la constitution du Regno d'Italia et réattribué à la Société Vittorio Emanuele. Cette dernière société avait sous-traité les travaux de construction à la Impresa Generale Vitali, Charles, Picard e Compagni, mais leur développement fut ralenti par les difficultés financières de ladite société ; pour éviter le blocus, ils furent par la suite poursuivis. Les travaux furent finalement achevés par la Società Italiana per le Strade Ferrate Meridionali chargée par le gouvernement du royaume d'achever la construction du réseau calabrais-sicilien. L'exploitation de la ligne fut alors assumée à partir de 1885 par la Società per le Strade Ferrate della Sicilia.
La ligne ne fut pas initialement conçue comme un projet visant à unir les deux villes de l'île, mais en résulta d'une union de sections conçues à des fins commerciales notamment. En effet, les besoins de la ville d'Agrigente (alors Girgenti) n'étaient pas du tout pris en compte, car la ville disposait d'une gare très éloignée au pied d'une colline sur laquelle se dresse la ville antique. L'objectif principal était en fait d'atteindre les points d'embarquement pour le minerai de soufre dans la région de Casteltermini, Montedoro, Comitini, Racalmuto et, par conséquent, se dirigeant vers Porto Empedocle. En sens inverse, la ligne avait pour objectif d'acheminer plus rapidement vers Palerme les marchandises y débarquant, les vins du sud-ouest de la Sicile et ses produits agricoles.
La section de Palerme à Roccapalumba-Alia fut construite spécifiquement pour le transport des minerais de soufre du grand bassin minier de Lercara vers les ports les plus proches, c'est-à-dire ceux de Termini Imerese et Palerme. La branche fut la première construite avec la perspective d'avenir d'une extension jusqu'à Porto Empedocle.
Le tronçon entre Palerme et Bagheria, d'un peu plus de 13 km, est la première ligne construite en Sicile ; commencée en 1862, cette section fut inaugurée le 28 avril 1863 ; l'année suivante, la ligne atteignit Trabia (18 km) et en 1866, Termini Imerese. Le bassin de soufre de Lercara étant situé à proximité de la vallée du fleuve Torto, un tracé était prévu pour réaliser la construction de la ligne de chemin de fer. Le 1er avril 1869 débuta l'inauguration des différents tronçons et la ligne atteignit Roccapalumba le 3 juillet 1870. La gare de Roccapalumba-Alia fut construite près du lit du fleuve et deviendra plus tard le point de branchement des deux lignes pour Catane et Porto Empedocle. Le 16 décembre 1876, la dernière section centrale de 15 kilomètres Passofonduto-Spina fut achevée entre les gares de Comitini et Acquaviva Platani. Ainsi fut inauguré l'important tronçon Roccapalumba-Porto Empedocle, qui reliait également les grands bassins miniers de la région de Nisseno au port de Porto Empedocle et ceux de production agricole à la capitale insulaire. Peu de temps après, même s'il s'agissait toujours de la route la plus longue, initia la liaison ferroviaire directe entre Palerme et Catane, avec un tracé, très long, via Aragona Caldare, Canicattì et Caltanissetta ; jusqu'à l'achèvement de l' axe Palerme-Messine, qui eut lieu en 1895, ce tronc restera l'axe essentiel et unique reliant la capitale régionale au réseau ferroviaire national.
En 1906, la ligne fut rachetée par l'État en devenant une partie des Ferrovie dello Stato sans changements significatifs, sauf pour l'activation des lignes à voie étroite coïncidant avec Lercara Bassa en 1912, à Girgenti à partir de 1921 et à Porto Empedocle à partir de 1911. Jusqu'en 1933, le terminus restait Porto Empedocle et Agrigente ne disposait que la gare de passage de Girgenti (qui quelques années plus tôt avait été rebaptisée « gare d'Agrigente »). Cette année-là, avec l'inauguration officielle de la ligne de pénétration urbaine à travers le tunnel de San Gerlando et la nouvelle gare d'Agrigente Centrale, le terminus fut déplacé à Agrigente Centrale et la continuation entre l'ancienne gare de Girgenti (devenue Agrigente Bassa) et Porto Empedocle devint ainsi d' intérêt local pour permettre la poursuite de la ligne à voie étroite jusqu'à Castelvetrano, active depuis 1923. Trente ans plus tard, en 1953, une troisième voie finalement fut construite sur la section Agrigente Bassa - Porto Empedocle afin de permettre aux autorails à voie étroite RALn 60 en provenance de Sciacca et Castelvetrano d'arriver directement dans le centre-ville d'Agrigente au lieu d'effectuer un double transfert. En 1976, le service voyageurs fut suspendu sur la section et la troisième voie ferrée à voie étroite fut supprimé ; le court tronçon de ligne fut en service uniquement pour le trafic de fret à écartement ordinaire. Les années 1990 ont permis l'électrification de la ligne entre Porto Empedocle, Agrigente Centrale et Fiumetorto et la plupart des gares intermédiaires furent automatisées et exploitées en DCO télécommandé. À l'été 2001, sur le tronçon Agrigente-Porto Empedocle, un service touristique fut expérimenté uniquement les jours fériés, avec des moteurs électriques ALe 582, ainsi qu'un nouvel arrêt intermédiaire appelé Tempio di Vulcano.
La section Agrigente Bassa-Porto Empedocle fut définitivement rouverte le 8 juin 2014 par la Fondation FS Italiane uniquement pour les services touristiques.
Le 10 décembre 2017 est mis en service la variante de l'itinéraire entre les stations Roccapalumba-Alia et Castronovo di Sicilia.

## Caractéristiques
Depuis les années 1980, la ligne a fait l'objet de travaux de rénovation urgents, avec le remplacement de ses voies par des rails 50 UNI et des traverses en béton précontraint. Les anciens aiguillages ont été remplacés par des aiguillages pour voie lourde (60 UNI), certains ponts ont été renforcés et la ligne entière a été électrifiée en courant continu de 3 000 volts.
La pente maximale de la ligne est de 30 ‰ entre les stations Agrigento Bassa et Aragona Caldare et entre Aragona Caldare.

## Exploitation
La ligne est actuellement équipée d'un CTC (bloc automatique avec compteur d'essieux) entre Fiumetorto et Aragona, exploité par des DCO télécommandés dont les bureaux sont situés à Agrigento Centrale pour le tronçon Roccapalumba-Aragona et à Caltanissetta pour le tronçon Fiumetorto-Roccapalumba. Le dernier tronçon entre Palerme et Fiumetorto est géré par la Direction centrale de Palerme. Cette modernisation a toutefois entraîné la suppression du personnel dans toutes les gares intermédiaires, à l'exception de Roccapalumba, Aragona et Agrigento, entraînant l'abandon de nombreux bâtiments.

## Trafic
La ligne est exclusivement desservie par des trains régionaux reliant Palerme à Agrigente, avec des départs toutes les heures. Fin 2023, avec le changement d'horaire de 2024, la ligne sera desservie par des trains régionaux reliant Agrigente Centrale à l'aéroport de Palerme (et vice versa).

## Galerie d'images

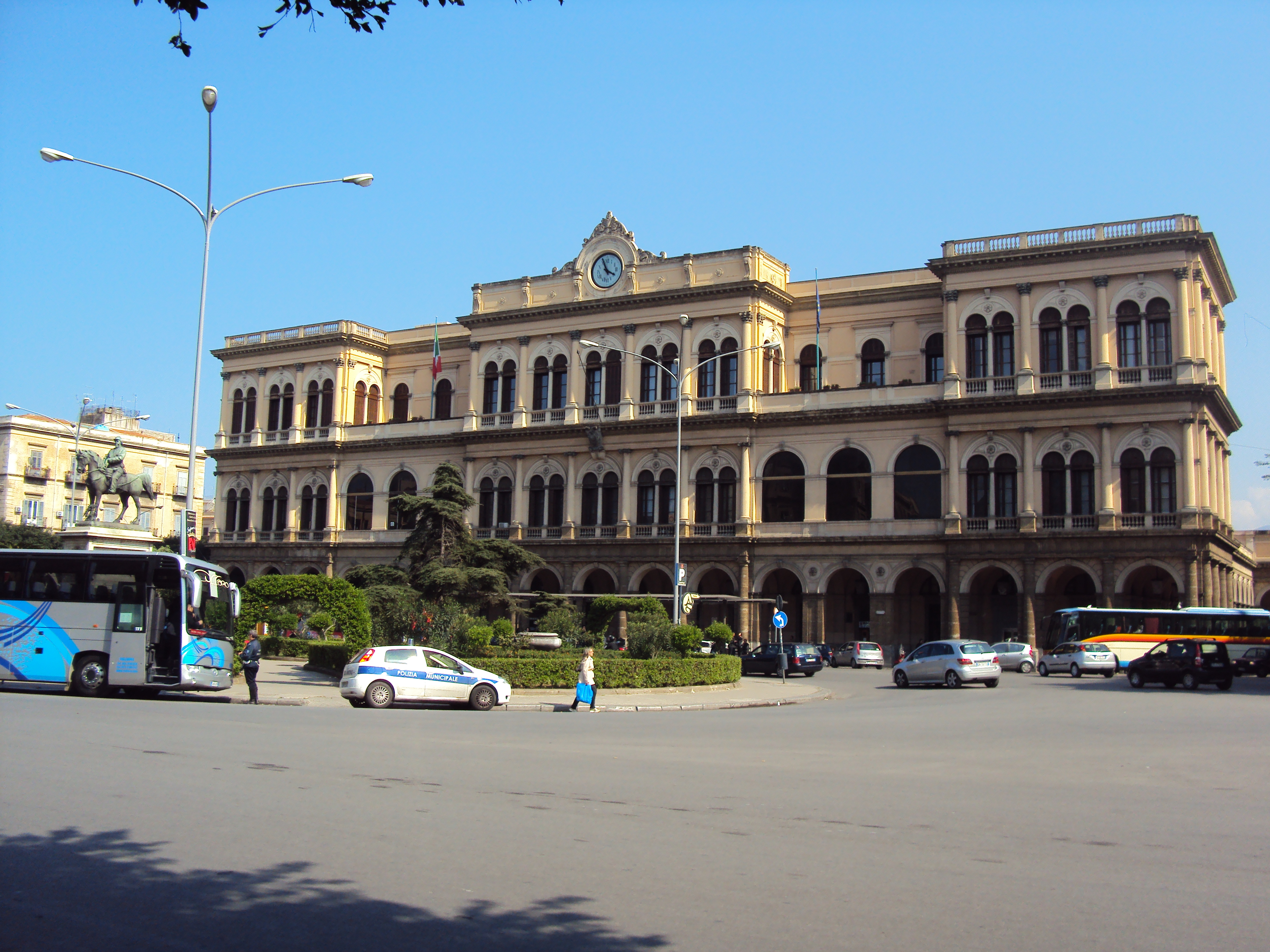
La gare centrale de Palerme
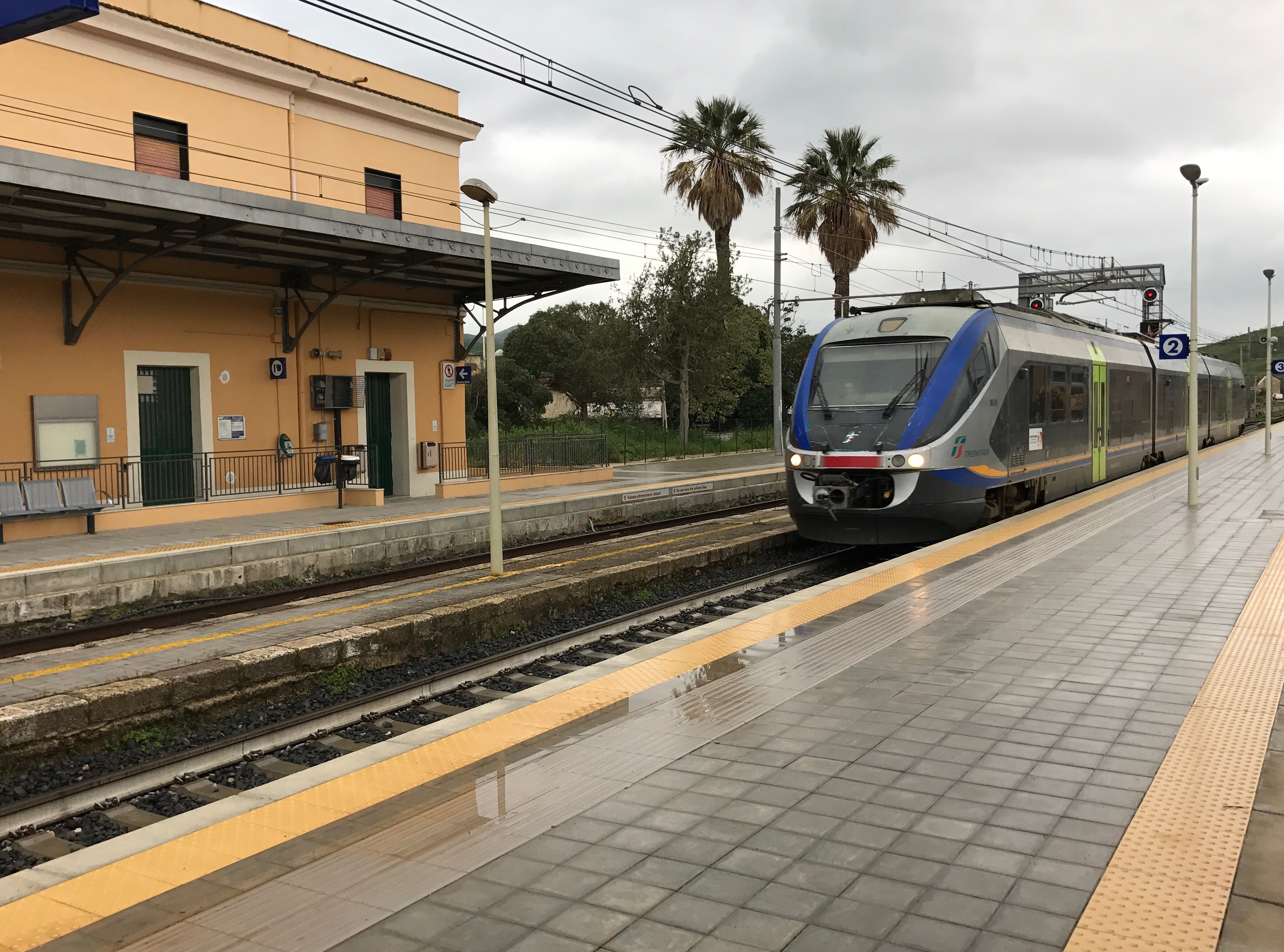
La gare de Roccapalumba-Alia
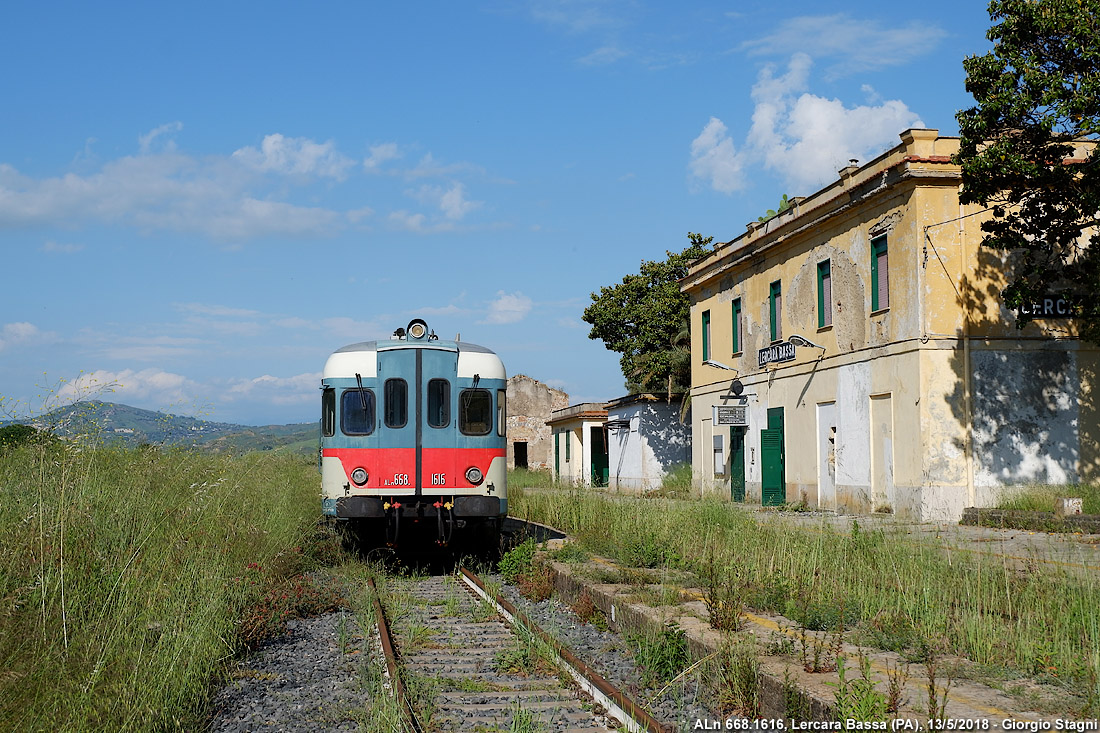
La gare de Lercara Bassa (1870-2017)
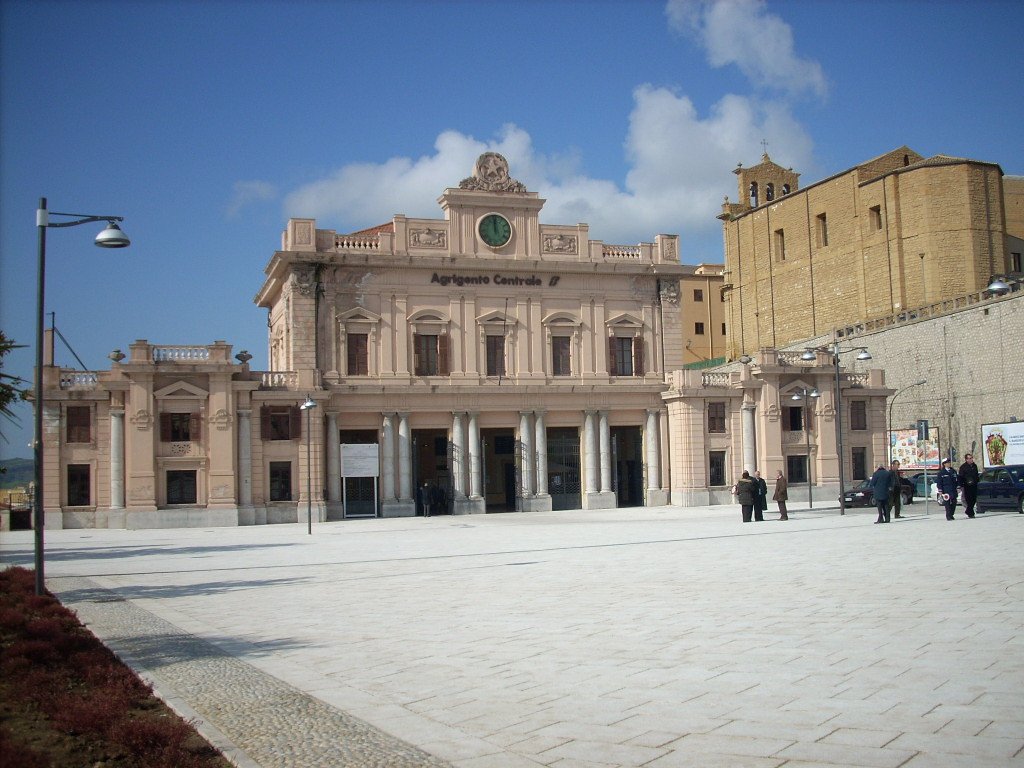
La gare centrale d'Agrigente
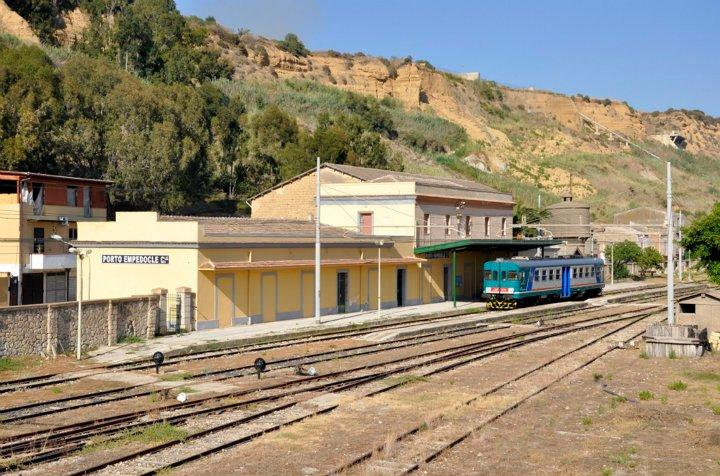
La gare de Porto Empédocle